# Ушуая
Ушуая (також заст. Ушуайя, Усуайя; ісп. Ushuaia, ісп. вимова: [uˈswaʝa]) — місто в аргентинській частині архіпелагу Вогняна Земля, столиця провінції Вогняна Земля, що часто вважається найпівденнішим містом у світі. Місто розташовано на півдні Великого острова Вогняної Землі на березі широкої затоки, між гірським хребтом Мартіаль на півночі і протокою Бігля на півдні. Населення міста оцінюється в 60 тис. мешканців (45430 мешканців в 2001 році). Місто є центром єдиного муніципалітету департаменту Ушуая, площею 9390 км².

## Історія

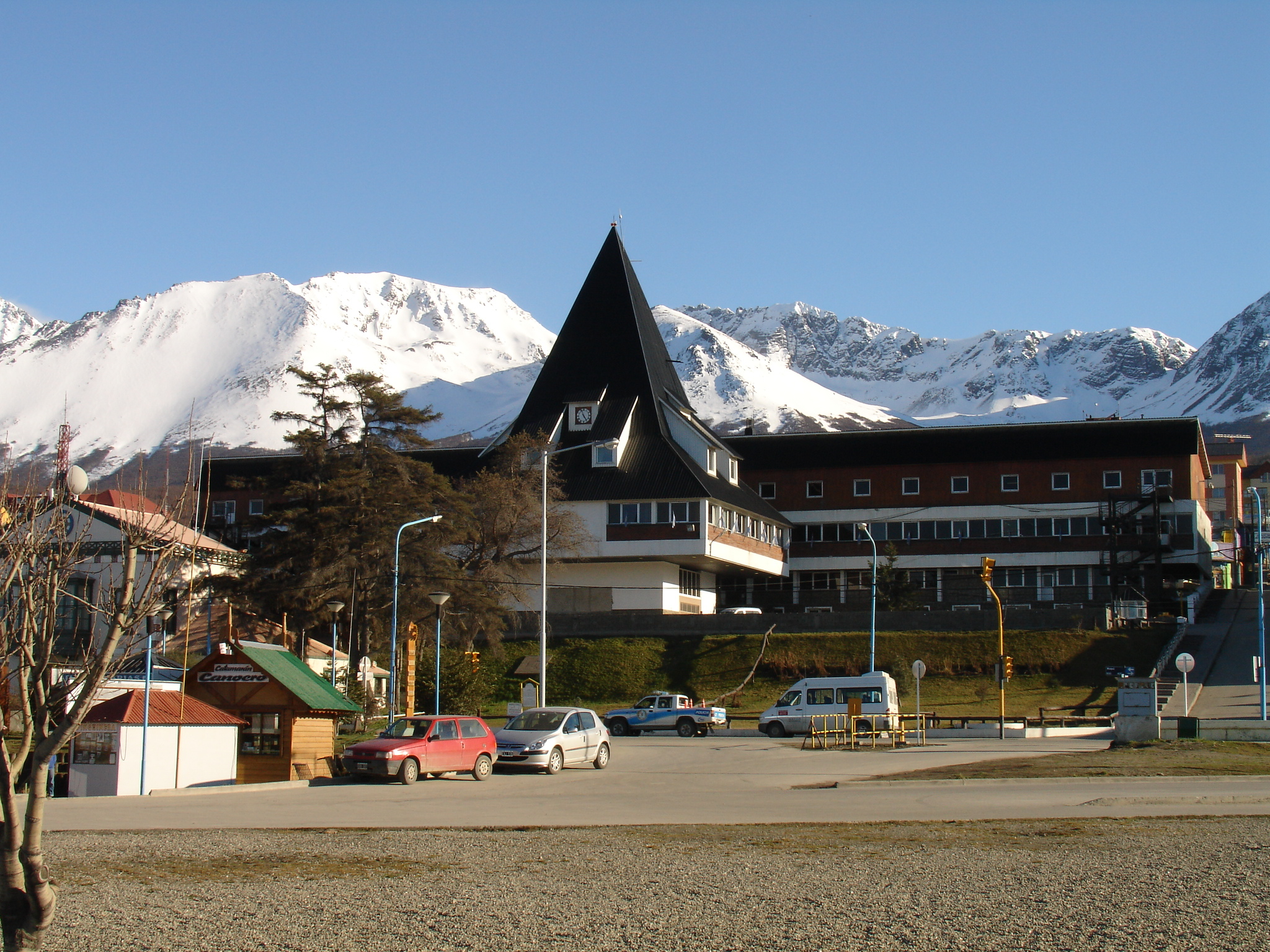
Будинок уряду провінції

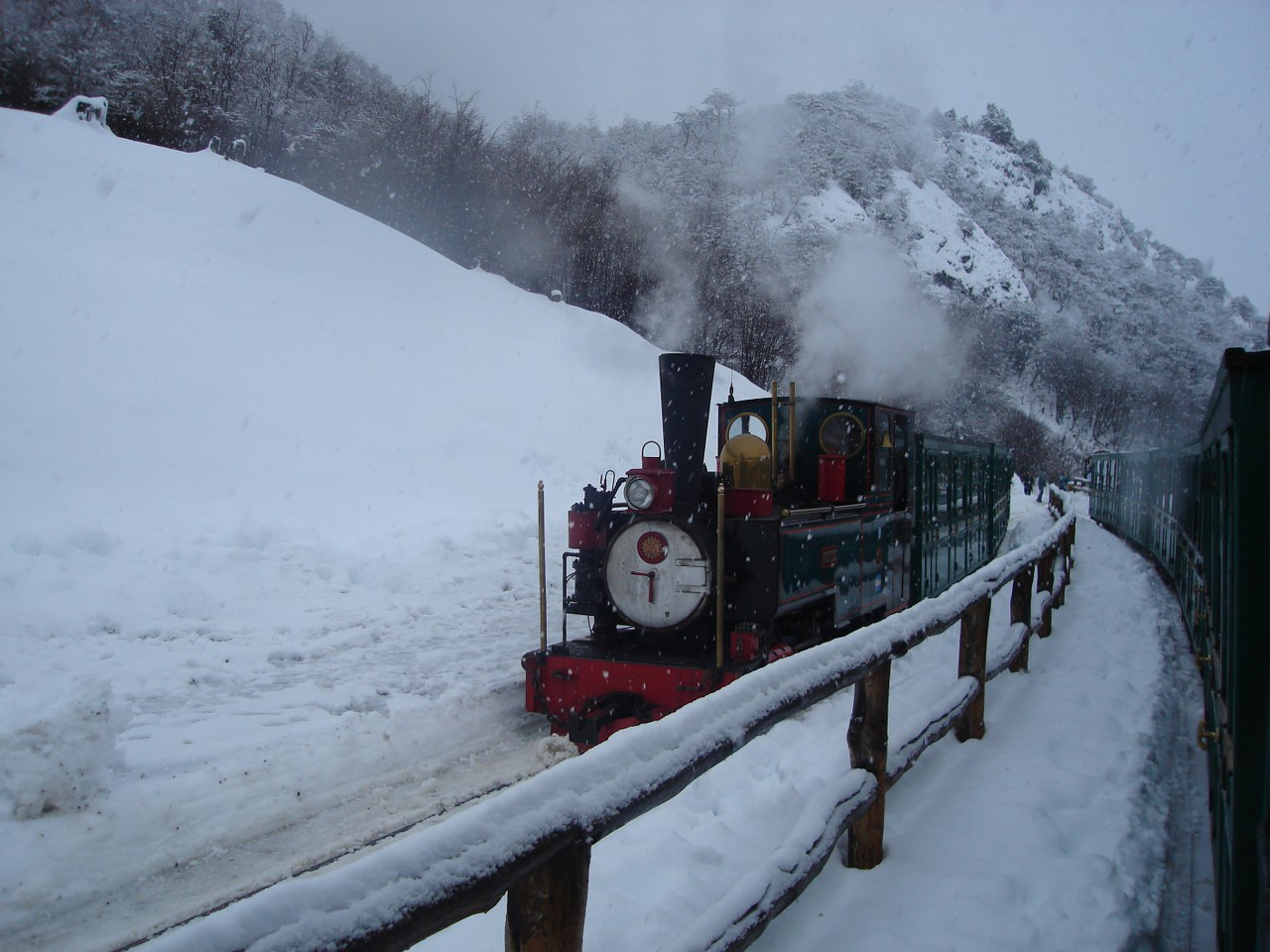
Поїзд Кінця Світу

Перші люди у цій місцевості з'явилися близько 11 тисяч років тому. Довгий час тут жили племена індіанців ямана, она, ауш, алакалуфів.
18 січня 1869 року в бухті Ушуая була заснована англіканська місія.
28 вересня 1884 року до поселення британців прибули три сотні аргентинців. Офіційною датою заснування міста вважається 12 жовтня 1884 року, коли Аугусто Лассерре створив субпрефектуру на берегах протоки Бігля з метою підтвердити належність цих земель до Аргентини. Місцеві індіанці і місіонери підписали акт заснування міста.
Назва Ушуая походить з яганської мови і складається з двох частин: ush (на дні) і waia (бухта), що разом означають «глибока бухта». У акті заснування міста назва писалася як Oshovia.
25 листопада 1884 року було обрано першого губернатора території Вогняна Земля.
Після приходу білих людей життя корінних мешканців Ушуаї різко змінилося на гірше, і до 1930-х років майже всі місцеві індіанці були винищені.
Рання історія міста детально описана в книзі Лукаса Бріджеса «На самому краю Землі» (англ. Uttermost Part of the Earth, 1948). Між 1902 і 1947 роками місто було невеликим поселенням біля колонії для небезпечних злочинців. Аргентинський уряд створив цю колонію за прикладом Британії, яка відсилала в'язнів до Австралії або Франції, що відсилала їх до Острова Диявола (фр. Île du Diable): втекти з в'язниці на віддаленому острові було неможливо. В'язні, таким чином, ставали примусовими колоністами, та витрачали час на будівництво свого поселення. Одним із найвідоміших в'язнів цієї колонії був український анархіст Симон Радовицький. Також тут була споруджена найпівденніша залізниця у світі, яка проходила від в'язниці до робочих таборів довжиною 7 км. Зараз вона розташована у межах національного парку Вогняна Земля і є туристичною пам'яткою під назвою «Поїзд Кінця Світу» (ісп. Tren del Fin del Mundo). Старовинна в'язниця перетворена на музей.
1950 року в Ушуаї було засновано базу ВМС Аргентини.
Зараз Ушуая є важливим туристичним центром Аргентини, де є гірськолижні і альпіністські курорти, а також Національний парк.

## Природа

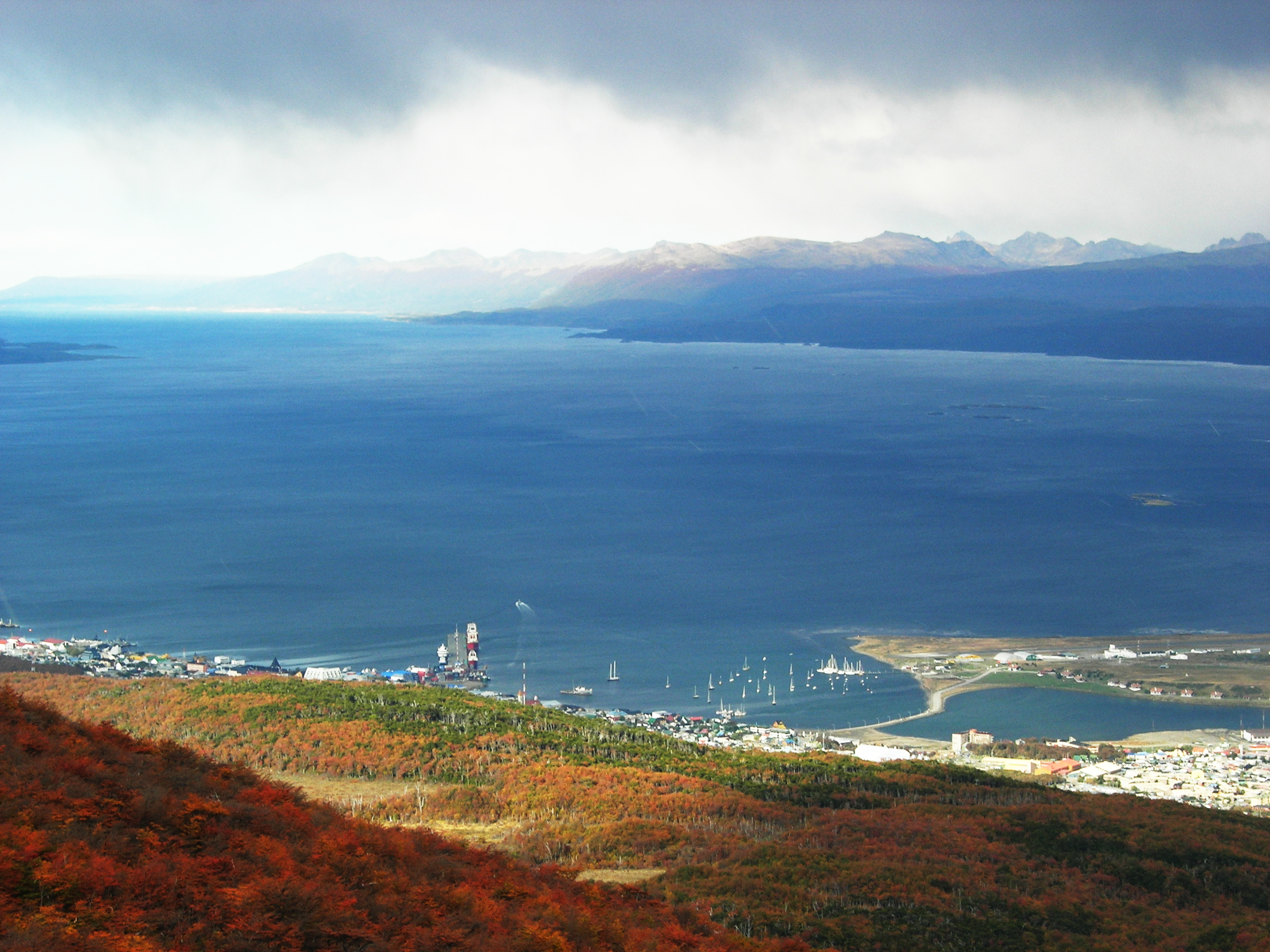
Протока Бігля з міста

Ушуая — єдине місто Аргентини, розташоване по той бік Анд і єдине, яке розташоване на березі Тихого океану.
Ушуая лежить біля підніжжя андійських хребтів Мартіаль і Сорондо, зокрема таких гір як Мартіаль, Рой, Дос-Бандерас, Клоче (1100 м), Олівія (1318 м) і Сінко-Ерманос (1280 м).
У департаменті Ушуая протікають річки Піпо, Буено, Летісія, Олівія. Також поблизу міста розташовані озера Фаньяно, Ескондідо і Рока, льодовики Мартіаль і Вінсігерра.

### Флора
Природною рослинністю району Ушуаї є Магелланові субполярні ліси, деревостани в яких сформовані двома видами південного буку: листопадним ленга (Nothofagus pumilio) та зимовозеленим південним буком березовим — гуїндо (Nothofagus betuloides), а також канело, Maytenus magellanica.
В прибережній зоні моря на мілководдях поширені зарості макроводорості макроцистіса грушоподібного (Macrocystis pyrifera). В природних умовах безпосередньо над ними починаються ліси з південного-буку. Проте в умовах міста ліси біля узбережжя зведені. В приліторальній зоні на камінні зростають рослинні угруповання за участю видів надзвичайно адаптивного роду злаків — щучника, зокрема космополітний вид щучник дернистий (Deschampsia caespitosa). В околицях Ушуаї цей злак досягає висоти біля 1 м, утворюючи великі куртини між камінням.
Ліси з південного бука поширені на схилах навколишніх гір. На гілках південних буків часто зустрічаються напівпаразит- квіткова рослина- місодендрум (Misodendrum punctulatum) та паразитичні гриби помаранчево-жовтого кольору схожі на гнізда ос — цитарія Дарвіна (Cyttaria darwinii), які ще називають індіанським хлібом. На стовбурах південних буків рясно зростає лишайник-бородань (Usnea barbata).
Підлісок південних бучин складений патагонським брабарисом (калафате) (Berberis microphylla), а також чагарником (Gaultheria mucronata). Тут же зростає свиняче виногроно (Gunnera magellanica), жовтець (Ranunculus peduncularis), а також папороті з роду блехнум. В околицях Ушуаї, зокрема, зростає Blechnum penna-marina. Подекуди поширений родич морошки (Rubus geoides) з однією єдиною білою квіткою на тлі зелених листків.
У травостої зустрічається багато видів багаторядника (Polystichum). На узліссях ромашкоподібними квітами квітує чагарник хілотріхум (Chiliotrichum diffusum). Зустрічаються декортивні Calceolaria uniflora та C. biflora (Calceolariaceae), а також витончені орхідеї роду Gavilea. Ще однією таємничою рослиною Вогняної Землі є вужачка звичайна (Ophioglossum vulgatum). На вітровалах, місцях ерозії, де ліс лише поновлюється, зростають магеланські порічки (Ribes magellanicum) — на мові ямана -hupush, а також кущ вогняного цвіту (Embothrium coccineum).
Кам'яниста стежка веде високо в гори. Тут поміж каміння зростає вахлодея пурпурна (Vahlodea atropurpurea) — родич вищезгаданого щучника дернистого. На кам'янистих місцях можна побачити також місцевий плаун магеланський (Lycopodium magellanicum).
Підтоплені ділянки заростають пагонами родичем осоки Marsippospermum grandiflorum.
Вище верхньої межі лісу, за криволіссям з південного бука панує рослинність прильодовикової гірської тундри з чагарниками та травами. Характерною рослиною є болакс (Bolax gummifera). Він утворює напрочуд товсті та щільні подушки. Аборигени Вогняної Землі вживали його корені в їжу.
Прильодовикова багниста тундра характеризується наявністю низки рослин таких як першоцвіт магелланський (Primula magellanica), армерія морська (Armeria maritima), водяниця червона (Empetrum rubrum), насувія магеланська (Nassauvia magellanica), лехерія (Leucheria hahnii), крупка (Cardamine glacialis) та калюжниця (Caltha sagittata).
В прильодовиковій зоні хребта Мартіаль над Ушуаєю поширені найбідніші, проте одночасно найвитриваліші рослинні угруповання. До їх складу входить, зокрема, щучник малий (Deschampsia parvula). Поруч зі щучником малим на колишньому ложі льодовика зустрічаємо і популяцію ще однієї перлинниці  паличкоподібної (Colobanthus subulatus). В горах Вогняної Землі поширений ще один вид — перлинниця плауноподібна (Colobanthus lycopodioides). В прильодовиковій зоні зростають характерні для Антарктики види мохів та лишайників, такі як лишайник-бородань антарктичний (Usnea antarctica)
Подекуди на гірських схилах в западинах в межах поясу букових лісів розташовуються відкриті болота. На болотах домінують сфагнові мохи зустрічається також комахоїдна рослина — росичка одноквіткова (Drosera uniflora).
Вулиці містечка повні зелені. При цьому, тут можна побачити, як знайомі європейцю рослини, такі як маки та дуже часто люпини, так і своєрідні фуксії (Fuchsia magellanica). Тут розкладають свої широкі гілки дерева кипарису великоплідного (Cupressus macrocarpa). Можна побачити тут і невеликі деревця прадавньої араукарії чилійської (Araucaria araucana). Своєрідним рослинним символом Ушуаї є жарновець (Genista scoparia), що квітує розсипами квітів-метеликів з весни до осені. При цьому окрім звичайних жовтих квітів, деякі кущі жарновця мають двукольорові квіти.

### Фауна
Фауна Вогняної Землі порівняно не багата, проте своєрідна. Національний парк Вогняної Землі має 20 видів ссавців та 90 видів птахів. Тут відмічено 4 види дрібних гризунів, а також ендемічний підвид андської лисиці (Lycalopex culpaeus lycoides). Найбільшим ссавцем архіпелагу є гуанако (Lama guanicoe). Найбільшим хижаком є пума (Puma concolor). Одним з найцінніших місцевих видів є мала південна морська видра (Lontra provocax), що зустрічається в бухті Лапатая поблизу Ушуаї. На берегах протоки Бігля досі роблять колонії морські леви (Otaria flavescens). Має Вогняна Земля і своєрідну орнітофауну, в якій поєднуються види, характерні для тропіків, помірних широт а також відчувається вплив близької Антарктики.
В самому місті можна побачити папугу  червонохвоста довгодзьобого (Enicognathus leptorhynchus), хіманго (Milvago chimango), квака (Nycticorax nycticorax), мисового гуся (Chloephaga hybrida), чубату качку (Lophonetta specularioides), неотропічного баклана (Phalacrocorax brasilianus), чорноголового (Larus maculipennis), домініканського (Larus dominicanus) чи дельфінячого мартина (Leucophaeus scoresbii).
У водах каналу Бігля зустрічаються горбаті кити та дельфіни — темні глекорили (Lagenorhynchus obscurus).
Прибережні води багаті численними рибами та ракоподібними, такими як південний королівський краб (Lithodes santolla).
В околицях міста гніздують магелланові пінгвіни (Spheniscus magellanicus). Їх колонія розташовується на окремому острові Хаммер (Isla Martillo). Цікаво, що подекуди тут трапляється і північний підвид поширеного в Антарктиці віслюкового пінгвіна (Pygoscelis papua). Поблизу острова Хаммер розташовані також острови з колоніями американських крячків (Sterna hirundinacea) та імператорських бакланів. Баклани також сидять на острівці з маяком Faro Les Eclaireurs.
Незважаючи на значну вологість та наявність великої кількості водойм, амфібій на архіпелазі взагалі немає.

## Клімат
Клімат Ушуаї субполярний морський. Середня річна температура міста 5,7 °C, зазвичай −0,3 °C у липні і 9,4 °C у січні. Температури вищі 15 °C влітку та нижче −8 °C взимку нечасті. Абсолютний максимум температури 29,5 °C (у грудні), абсолютний мінімум −21 °C (у липні). Кількість опадів на рік становить близько 524 мм. Переважають сильні західні вітри.
| Клімат Ушуаї                                                                                  | Клімат Ушуаї | Клімат Ушуаї | Клімат Ушуаї | Клімат Ушуаї | Клімат Ушуаї | Клімат Ушуаї | Клімат Ушуаї | Клімат Ушуаї | Клімат Ушуаї | Клімат Ушуаї | Клімат Ушуаї | Клімат Ушуаї | Клімат Ушуаї |
| Показник                                                                                      | Січ.         | Лют.         | Бер.         | Квіт.        | Трав.        | Черв.        | Лип.         | Серп.        | Вер.         | Жовт.        | Лист.        | Груд.        |              |
| Середній максимум, °C                                                                         | 15,0         | 14,1         | 12,4         | 9,8          | 6,3          | 4,6          | 4,5          | 6,1          | 8,8          | 11,1         | 12,9         | 13,4         |              |
| Середня температура, °C                                                                       | 10,3         | 9,5          | 7,6          | 5,7          | 3,1          | 1,7          | 1,6          | 2,4          | 4,3          | 6,5          | 8,3          | 9,1          |              |
| Середній мінімум, °C                                                                          | 5,7          | 5,2          | 3,5          | 2,1          | 0,1          | −1,3         | −1,4         | −1           | 0,5          | 2,3          | 3,9          | 4,9          |              |
| Норма опадів, мм                                                                              | 30.7         | 33.2         | 47.8         | 49.7         | 54.5         | 54.7         | 46.2         | 60.7         | 39.5         | 34.6         | 35.4         | 41.0         |              |
| --------------------------------------------------------------------------------------------- | ------------ | ------------ | ------------ | ------------ | ------------ | ------------ | ------------ | ------------ | ------------ | ------------ | ------------ | ------------ | ------------ |
| Джерело: http://www.smn.gov.ar/?mod=clima&id=30&provincia=Tierra%20del%20Fuego&ciudad=Ushuaia |              |              |              |              |              |              |              |              |              |              |              |              |              |

## Аборигени
Як показали розкопки в аргентинській пампі, перші мисливці та збирачі з'явилися там біля 13 тис. років тому, раніше за північноамериканську культуру Кловіс. В Патагонії мисливці на гуанако та іншу фауну з кістяними та кам'яними знаряддями з'явилися 8500 р. до н. е. На півночі Великого острова  Вогняної Землі зафіксовані поселення віком  5800-3000 р. тому. Їх мешканці полювали в степах на гуанако та використовували морські ресурси використовуючи кам'яні знаряддя. З часом було заселено майже весь архіпелаг, хоча найбільш заселеним залишався Великий острів. Такою ситуація зберігалася тут до появи європейців. Нащадками цих людей стали племена селькнамів та ауш.
Індіанці селькнами, а також інтегроване в їх спільноту в XIX ст. сусіднє невелике плем'я ауш, майже повністю зникли. Лише кілька сотень селькнамів наразі мешкає в поселеннях Ріо-Гранде і Толхуін.
В центральних районах Великого острова Вогняної Землі, відділених хребтом Мартіаль, біля підніжжя якого розміщена Ушуая, мешкали селькнами. Далеко від узбережжя на рівнинах вони полювали на стада гуанако. Перші свідчення про появу каноєрів (морських кочівників) у районі каналу Бігля з'явилися 6500-5000 р.т. у бухті Валентина та на острові Наварино. На південь від Великого острова до миса Горн (в тому числі околицях Ушуаї) мешкало плем'я ямана (яґана).
Зникнення індіанців пов'язано аж ніяк не зі складними умовами їх життя та примітивною культурою. З XVIII ст. північні американці та європейці почали полювати на китів та тюленів, які становили основу життя ямана. Поселенці та добувачі шкір вбивали індіанців з метою безконтрольного доступу до колоній морських левів. В останні 30 років XIX ст. ямана були спустошені хворобами. Необхідно зазначити що англіканські місіонери започаткували місії, в яких навчали інданців фермерству та ремеслам, які поступово ставали фінансово самодостатніми установами. З трьох тисяч ямана, які мешкали на час появи європейців, вже десять років пізніше залишилося лише 1000, а в 1910 р. — лише 100 людей. Наразі ті ямана, які ще лишилися, живуть в Ушуаї (Аргентина) та Пуерто-Вільямс (Чилі).

## Транспорт

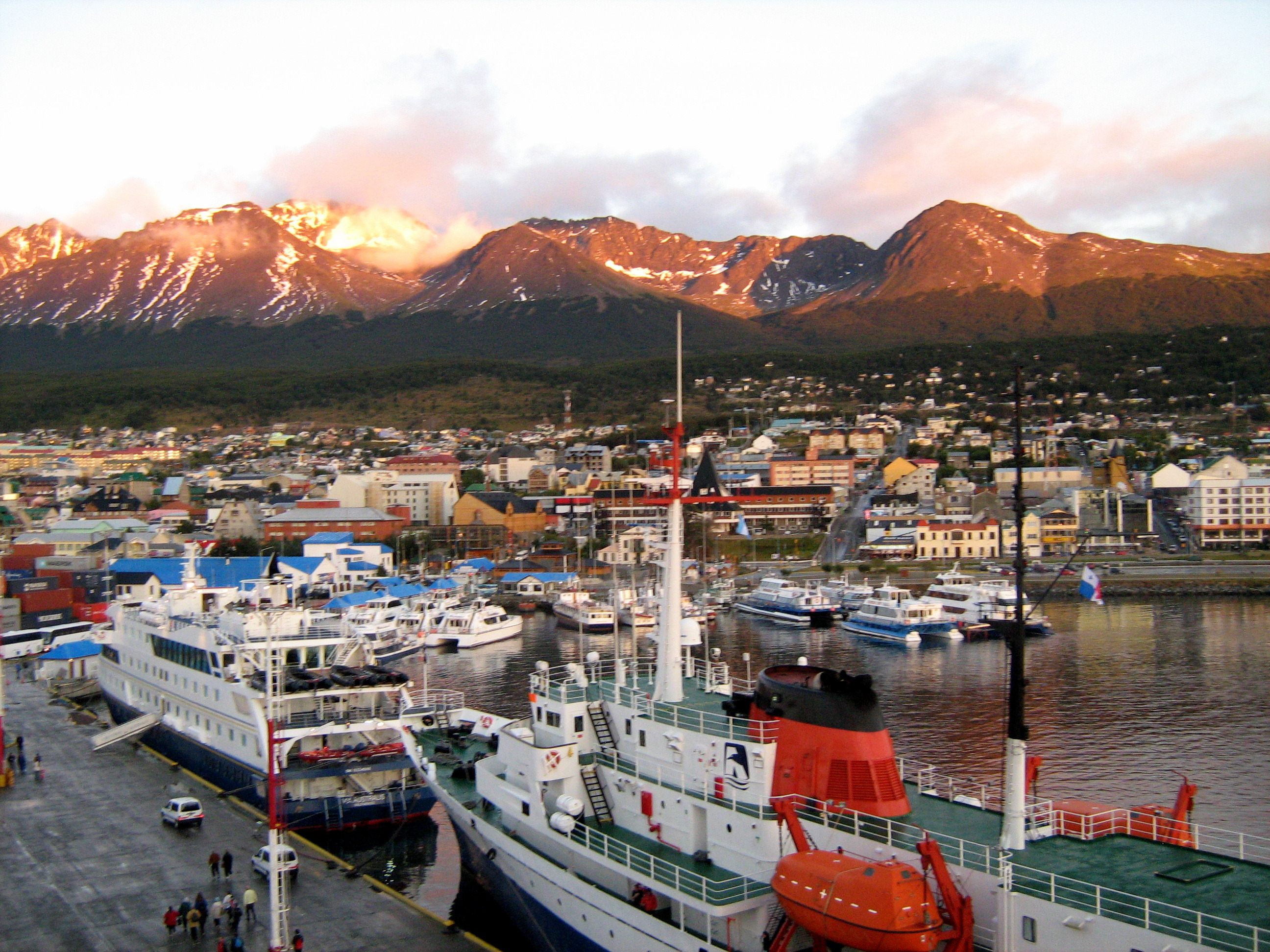
Порт Ушуаї

Єдиним значним автомобільним шляхом сполучення, який проходить через Ушуаю, є національна траса № 3.
У місті працює морський порт, куди прибувають торгові, туристичні і наукові судна. Порт є важливим пунктом на морському шляху до Антарктиди.
З 27 листопада 1995 року у місті працює міжнародний аеропорт Aeropuerto Internacional de Ushuaia Malvinas Argentinas — найпівденніший в Аргентині і один з найближчих до Антарктиди.
Також через місто проходить залізниця «Поїзд кінця світу», відкрита 1909 року, яка зараз призначена для туристичних екскурсій.

## Пам'ятки
Найбільш повно збереженим фрагментом старого міста є ділянка фасадної забудови містечка з боку моря від вулиці Аргентинських Мальвін (Malvinas Argentinas) до вул. Маіпу (Av Maipu). Тут зберіглася аристократична резиденція — будинок Бебан (Antiqua casa Beban), а також будинок початку XX ст., в якому до 1915 р. розміщувалося відділення Національного банку Аргентини. Наразі тут розміщується музей міста (Museo de la cuidad). Далі по вул. Маіпу відшукаємо колишній будинок губернатора, резиденцію родини Рамос побудовану в 1910 р., де пізніше була місцева поліція, та низку інших старовинних будинків.
Збереглися зрубні будиночки, що нав'язують до поселень початку XX ст. Численні різьблені деталі, наличники, віконні рами посилюють оригінальність міста над протокою Бігля. Зберігся також старий костел (Antigue Templo de Ushuaia), що був відкритий у 1898 р. салезіанами, які одразу розпочали розвиток освіти та заснували початкову школу. Ціла низка будинків зберіглася в Ушуаї з 1930-40-х рр.
Неподалік набережної Ушуаї є посаджений на мілину пароплав Св. Христофор.
Поблизу аеропорту експонований один з перших літаків аргентинської цивільної авіації, а також броньований катер — свідок війни за Мальвінські острови 1982 р.
На березі потоки розгорнутий також великий меморіал присвячений аргентинській морській та військовій історії. Тут можна побачити погруддя відомих в Аргентині постатей, а також меморіал присвячений битві за Мальвінські острови 1982 р. з британцями. Тут же пам'ятник з іменами мешканців Вогняної Землі, які загинули в боях за Мальвіни.
Тут можна відшукати  таких видатних діячів дослідження Антарктики як Адріан Герлах — який вперше дійшов до району Аргентинських островів, де розміщено українську антарктичну станцію «Академік Вернадський», Альфред Собрал — учасник відомої експедиції Норденшельда (Nordenskojld expedition) та Юліан Ірізар — командир корвета «Уругвай», який рятував дану експедицію.  Ім'ям Ірізара та його корвета названі острови з групи Аргентинських.
Пам'ять про цю битву знайдемо і біля військового порту, де розміщено стенд про відвідування міста крейсером «Генерал Бельграно», який невдовзі після цього був потоплений англійською субмариною. 323 члени його екіпажу загинули.

## Культура
У місті Ушуая працюють такі музеї:

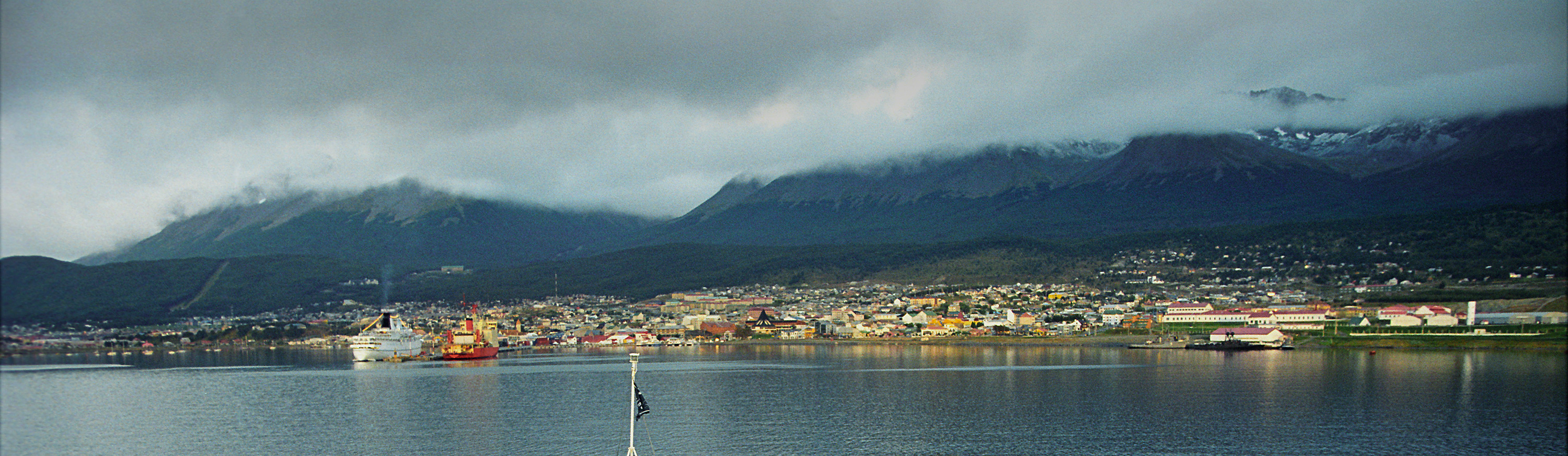
Панорама Ушуаї з боку моря. На фоні гори Мартіаль. Праворуч бухта Ушуая

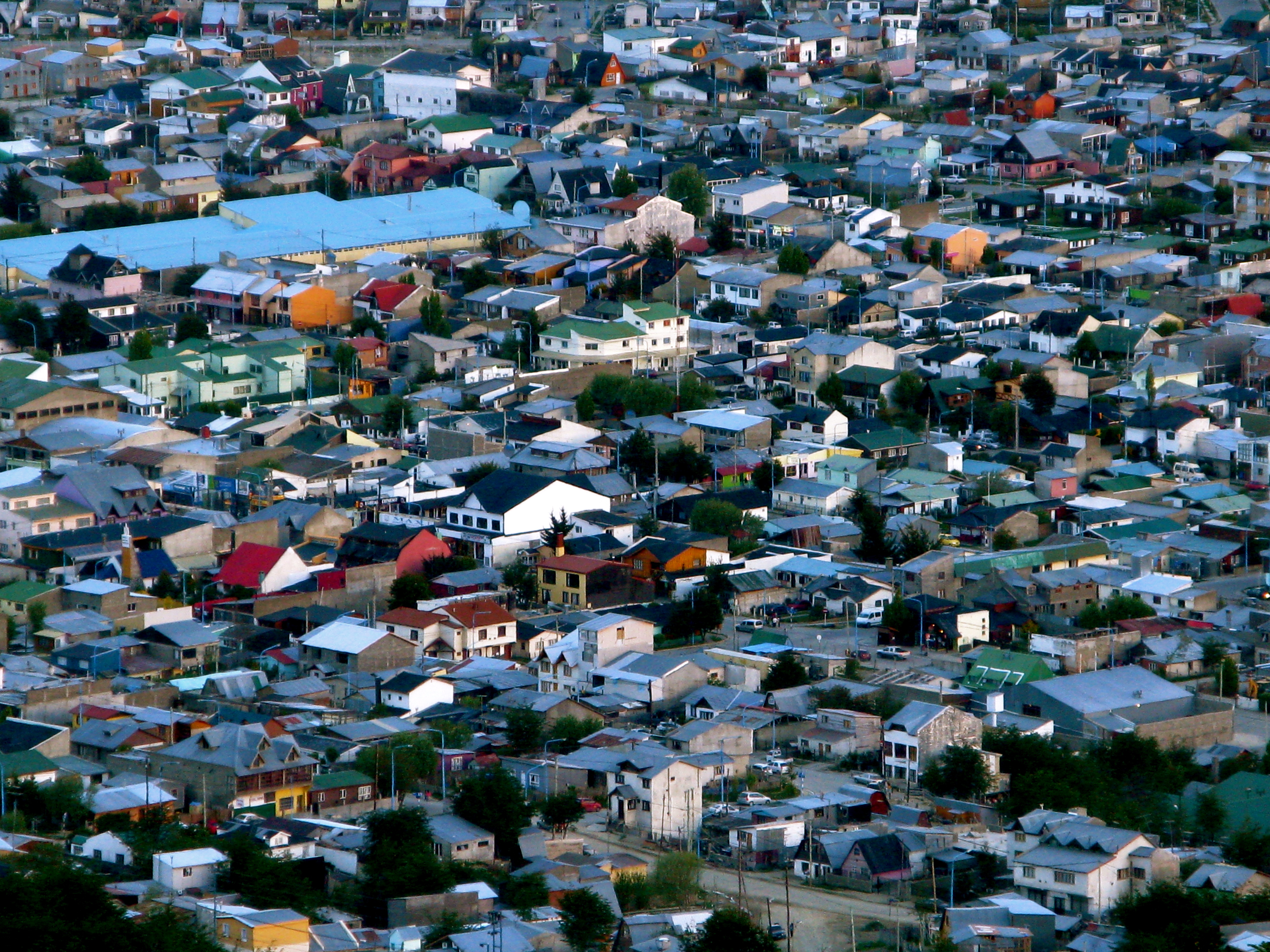
Архітектура Ушуаї

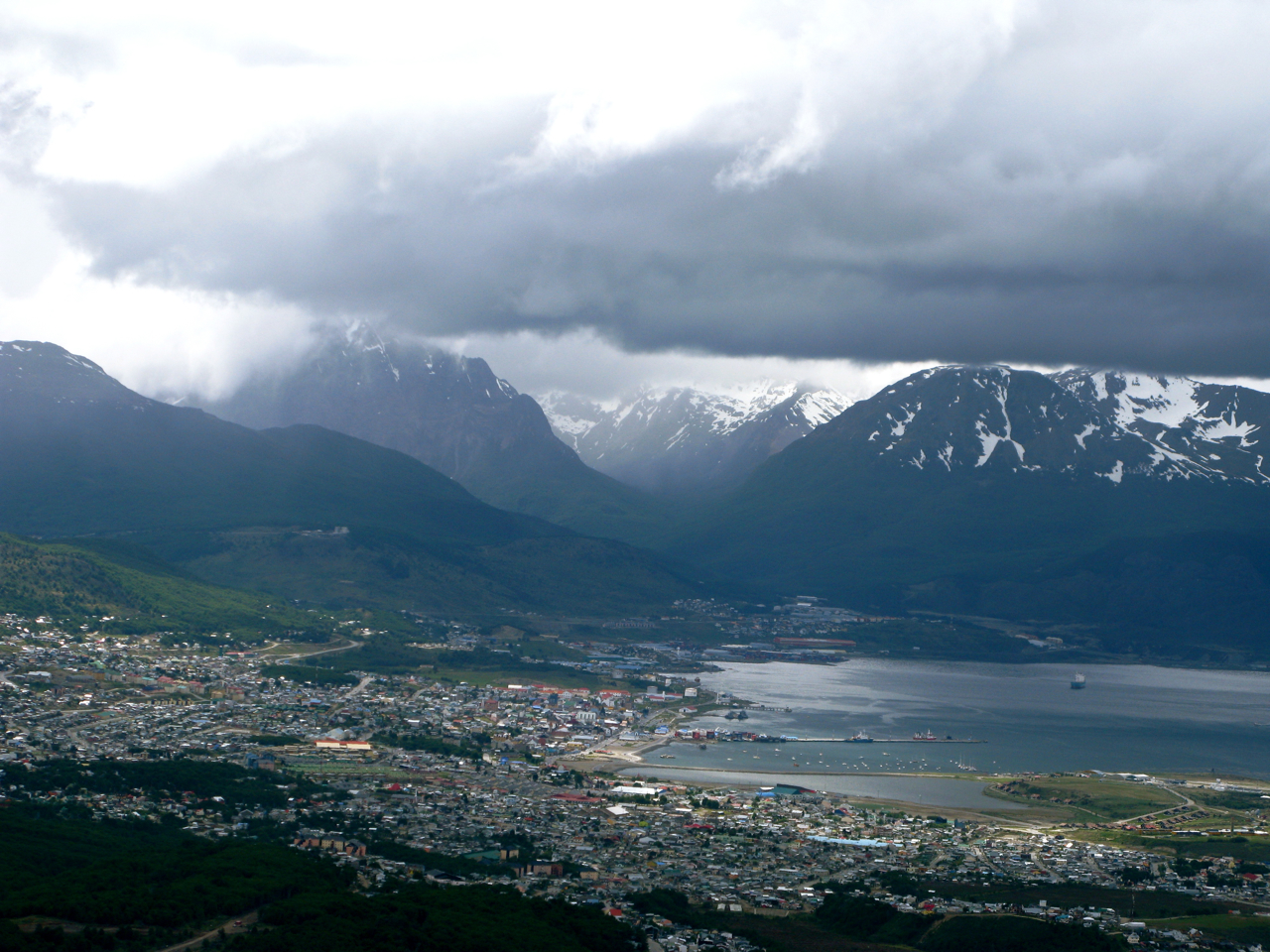
Ушуая згори

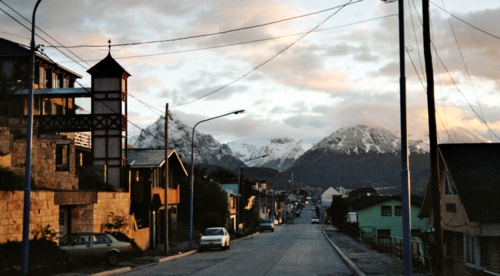
Вулиця Ушуаї

- Морський музей (ісп. Museo Marítimo de Ushuaia) — колишня в'язниця. Відкритий 1998 року. Будівля музею визнана національною історичною пам'яткою[17]. У Морському музеї можна бачити моделі знаменитих вітрильників, зокрема «Бігль», а також копію норвезького «Фрама» роботи українця Мирона Гоника.
- Музей Кінця Світу (ісп. Museo del Fin del Mundo) — відкрито 18 травня 1979 року. Музей займає два будинки — будинок губернатора та будівлю зведену 1903 року, яку у 1911—1978 роках займав Національний банк. Експозиція розповідає про історію регіону, його заселення аборигенним, а потім європейським населенням. У його колекції — велика бібліотека про історію регіону. В музеї представлено також фрагменти прикрас старовинних суден, зокрема носова прикраса корабля Duchness of Albany з зображенням принцеси Олени Фредеріки Августи — восьмої дитини англійської королеви Вікторії. В музеї представлено фауну Вогняної Землі та Антарктики. Тут зберігається також близько 350 гербарних зразків рослин, що представляють флору Вогняної Землі. У дворі музею можна побачити численні цікаві артефакти. Це човен-однодеревка, зроблений місцевими лісо-промисловиками, гармата з іспанського корабля, вагон залізниці, на якому вивозили дерево в'язні, двоколовий віз, який використовувався владою міста для збирання сміття. Тут також представлено колекцію малюнків, які показують ключові моменти історії міста. Привертає увагу огорожа від поховання та нагробок, підписаний хорватською мовою[10][18].
- Музей Ямана (ісп. Museo Yámana). В ньому розповідається не тільки про минуле аборигенів, але і про тих з них, які досі живуть на своїй землі в сучасному суспільстві[10][19].
- Музей Акатушун — Станція Харбертон (ісп. Museo Acatushun - Estancia Harberton) — музей південних морських птахів і ссавців та культури аборигенів[19].
- Музей міста Ушуая[10].

Культурні установи міста:
- Будинок культури «Енрікета Гастелуменді» (ісп. Casa de la Cultura «Enriqueta Gastelumendi») відкритий 2 вересня 1995 року. У Будинку проводяться спектаклі, семінари і конгреси. Тут є гуртки театральної майстерності, танго, класичних і іспанських танців, музики, живопису, кераміки і скульптури[20].
- Будинок Бебан (ісп. Casa Beban) — збудований на початку XX ст., до 1915 року вміщував Національний банк Аргентини[21].
- Алея ремісників (ісп. Paseo Artesanal)
- Асоціація акторів
- Бібліотека Сарм'єнто
- Культурний центр Альмафуерте (ісп. Centro Cultural "Almafuerte")
- Картинна галерея Морського музею (ісп. Galería de Arte del Museo Marítimo)
- Ліс Ятана (ісп. Bosque Yatana Fundación Cultivar) — культурна установа, присвячена мистецтву і культурі індіанців

Події, свята і фестивалі:
- 22 лютого: День Антарктиди[22].
- 2 квітня: Річниця Мальвінського Подвигу
- 26 квітня: День провінції Вогняна Земля[23]
- 1 червня: Річниця Конституції Вогняної Землі
- 21 червня: Фестиваль Найдовшої Ночі. Святкується з 1970-х[24]
- 11 жовтня: День Патагонії[недоступне посилання — історія]
- 12 жовтня: День міста
- 25 листопада: День аборигенів Вогняної Землі[недоступне посилання — історія]
- Вечеря поселенців
- Міжнародний фестиваль Ушуаї, який збирає оркестри класичної музики з усього світу[25]
- Міжнародний кулінарний фестиваль «Ушуая на повільному вогні»[26]
- Міжнародний фестиваль «Джаз врешті-решт» проводиться щочервня. Відбуваються концерти, покази документальних фільмів, виставки тощо[27]
- Ібероамериканський фестиваль Нової Прози «Фінн»[28]
- Гірський фестиваль кіно «Ushuaia shh…»[29]

## Освіта
У місті функціонує відділення Національного Університету Патагонії Сан Хуан Боско, створене 1985 року. У ньому навчаються 1150 студентів на факультетах Інженерії, Соціологічних наук, Економіки. Університет є найпівденнішим у світі. 28 травня 2009 року було запропоновано перетворити відділення на окремий Університет Вогняної Землі. 2010 року було вирішено створити окремий Національний університет Вогняної Землі, Антарктиди і Південної Атлантики на додачу до існуючого вишу.
Іншими важливими навчальними закладами міста є CENT медичного профілю та Провінційний Інститут Вищої Освіти Флорентіно Амегіно.

## Українці в Ушуаї
В місцевому морському музеї наявні численні макети суден роботи українського інженера Мирона Гоника. Він же автор проекту реконструкції відомого маяка на острові Штатів. На честь інженера Гоника в Ушуаї навіть проводяться конкурси для молоді.
Ушуая є стандартною точкою зупинки антарктичних експедицій, у тому числі й експедицій Українського антарктичного наукового центру. Зокрема, 2 квітня 2016 року тут зупинилася 21 Українська антарктична експедиція (команда з 12 фахівців). В квітні 2017 р. під час ротації в Ушуаї (готель Вілла Бречія) перебував склад зимівників та сезонників 21-ї та 22 Українських антарктичних експедицій. В попередні роки місцем перебування українських полярників був також хостел Мальвіни. Частина українських дослідників рушає на білий континент на яхтах з клубу Афасін (AFASyN)
Ушуаї під час свого перебування в місті в 2015 році присвятив кілька своїх робіт український художник, зоолог В. І. Придатко-Долін.
В Ушуаї розміщується також автозаправочна станція автоклубу Аргентини, електронні системи якої проектував та тестував інженер-архітектор — голова українського товариства «Просвіта» у Буенос Айресі Юрій Данилишин.
16-17 вересня 2022 р., в рамках 20-го Фестивалю Іноземних громад під патронатом міської влади за ініціативи Асоціації Іноземних Громад Ушуайї у місті відбувся виступ танцювального ансамблю «Просвіти» з Буенос-Айреса. Виступ пройшов у спортзалі Asociación del Empleado Público за адресою вул. Congreso Nacional 1030.

## Міста-побратими
Ушуая має такі міста-побратими:
- Ізраїль, Ейлат, з 1995.[36] Обидва міста найпівденніші у своїх країнах і є курортними.[37]
- США, Барроу, найпівнічніше місто Америки.[36]
- Чилі, Пунта-Аренас, з 21 червня 1995.[36]
- Бразилія, Сантус, з 22 вересня 1994.[36]
- Гренландія, Нуук[36]